# Barka Mbodj
 (octobre 2017).
Barka Bo, né vers les années 1221, communément appelé Barka Mbodj, est le premier brak de patrilinéage Mbodj du royaume Waalo, entre la Mauritanie et le Sénégal ancien.
La tradition orale en fait le demi-frère de Ndiadiane Ndiaye, le fondateur légendaire de le fondateur de l'empire Wolof. Son épouse Fadouma Youmaiga, d'une tribu berbère venant de l’Est qui s’était installée à Gouyar Mboyoro Ngaar, tout près de Mégnguégne Boye, lui donne deux fils, Thiaka Mbarr et Amadou Fadouma, qui succederont tous deux à leur père, et une fille Deguene Mbodj, cette dernière à l'origine de la lignée maternelle royale des Loggar.

## Origine ethnique de Barka Mbodj
Son père serait Mbarick Bo, un prince bambara, de la dynastie Massassi des Bamana (Bambara) de Kaarta.
Sa mère serait Fatoumata Sall (ou Fatoumata Sallah en Gambie) une princesse toucouleur, fille du lamtoro (chef toucouleur) qui régnait dans une province du Fouta-Toro au nord de l'actuel Sénégal. Elle est également la mère, par un premier mariage, du légendaire  Ndiadiane Ndiaye, selon le mythe fondateur du royaume du Djolof.
Il est rapporté dans une tradition orale que le fait que Barka Bo possédait d'immenses terres et y employait des populations wolofs pour battre son mil. Or battre le mil se dit Mbooj en wolof. Alors, à force de dire "Allons chez Barka, Mbooj" (Allons chez Barka, battre le mil), le nom de "Bo" a été wolofisée en "Mbodj" (ou Mbooj). Cependant le nom "Bo" existe au sein du Waloo jusqu’à présent.

## Succession et couronnement
Au Waalo, le brack était élu par le seb ak baor, représentant l'assemblée des grands électeurs. Ce conseil était composé du diogomay qui est le maître des eaux, le diawoudine maître de la terre, gouverneur des Kangame les chefs de provinces, le Maalo trésorier du royaume, et d'autres.
Le brack était choisi au sein du lignage masculin Mbodj, et parmi les trois lignage féminin royaux, il devait appartenir par le lignage maternel Meen, soit aux Loggar d'origine Maure, soit aux Dyoos d'origine Sérères, soit aux Tedyek d'origine peul. L'héritier était fréquemment choisi parmi les fils des sœurs du brak et non parmi les fils du brak, la société du Waalo étant matrilinéaire. La famille Mbodj suivie des familles Diaw, Wade, Ndiaye, Ndiouck, Diop constituaient les clans les plus puissants du Waalo.

## Royaume du Waalo
Le Waalo est un des anciens royaumes (1287-1855) issus de l'éclatement de l'empire wolof du Djolof au XVIe siècle (1350-1549). Le royaume du Waalo était situé au nord du Sénégal et au sud de la Mauritanie et occupait une position stratégique entre le monde arabo-berbère et l'Afrique noire. Sa capitale était Njurbel, située au sud de la Mauritanie actuelle, désormais Rosso.
Les habitants du Waalo sont appelés les Waalo-Waalo. Les femmes du walo étaient réputées pour leur courage.
Le titre brack, titre du souverain, serait dérivé du nom du premier roi, Barka Bo (Mbodj). Pour d'autres, il serait issu du mot arabo-berbère, Baraka ou Barka (bienfaiteur).

## Généalogie
Une courte généalogie de la famille de Barka Mbodj
Famille de Barka Mbodj
```
(1) Aboubakar Ibn Omar + Princesse Fatoumata Sall + Prince Mbarick Bo (2)
                       |                          |
          _____________|                          |
         |                                        |
Ndiadiane Ndiaye                         Barka Bo + Fadouma Youmaiga
(Bourba Djolof)           (Barka Mbodj, roi du Waalo) |
                           ___________________________|__________________________________________________________
                          |                           |                                                          |
                      Amadou Fadouma Brack Caaka Mbodj + Linguère Ndoye Demba (Royaume du Sine)        Deguene Mbodj
                                           (Roi de Waalo)   |  (Princesse de Sine, reine de Waalo) (2)
                                                            |
                                                  Brack Tiouckli Mbodj  + (?)
                                                                        |
                                                                Brack Fara Mbodj + (?)
                                                                                 |
                                                                                 |
                                                           Awo Fatim Borso Mbodj + Prince Niokhou Fatim Mbodj
                                                         ________________________|_____________
                                                        |                     |               |
                                             Ndjeumbeutt Mbodj Prince Waly Mbodj Ndaté Yalla Mbodj
                                               (Reine du Waalo)                         (Successeure de Ndjeumbeutt Mbodj)

```